# Медаль «За верность долгу» (ГФС)
Медаль «За ве́рность до́лгу» — ведомственная медаль Государственной фельдъегерской службы Российской Федерации, учреждённая приказом ГФС России № 250 от 22 июля 2005 года.

## Правила награждения
Согласно Положению медалью «За верность долгу» награждаются:
- сотрудники федеральной фельдъегерской связи — за самоотверженность, инициативу и отличие при исполнении служебных и трудовых обязанностей;
- иные лица, оказавшие содействие в решении возложенных на ГФС России задач.

## Правила ношения
Медаль носится на левой стороне груди ниже государственных наград Российской Федерации и располагается после креста «За заслуги».

## Описание медали
Медаль изготовляется из латунного сплава или нейзильбера и представляет собой круг золотистого цвета диаметром 32 мм. В центре круга изображён геральдический знак — эмблема органов федеральной фельдъегерской связи в обрамлении лаврового венка. На оборотной стороне медали надпись: «За верность долгу».
Медаль при помощи ушка и кольца соединяется с пятиугольной колодкой, обтянутой шёлковой муаровой лентой с равными полосками крапового и белого цвета. На оборотной стороне колодки имеется приспособление для крепления медали к форменной одежде.